# NUPR1
La proteína nuclear 1, NUPR1, también conocida como p8 o com1, es una pequeña proteína de la cromatina, que es multifuncional. 
La NUPR1 está implicada en procesos de apoptosis, en la respuesta celular al estrés, la unión y reparación de ADN, principalmente actúa como un regulador transcripcional. 
Esta proteína se sobreexpresa en numerosas neoplasias malignas.

## Características
La proteína nuclear 1 (NUPR1), es una pequeña proteína de la cromatina, multifuncional e intrínsecamente desordenada (IDP), que en humanos está codificada por el gen NUPR1 localizado en el Cromosoma 16 (humano). Fue identificada por primera vez en el páncreas de una rata al manifestarse una pancreatitis aguda.
Esta proteína se sobreexpresa en numerosas neoplasias malignas, ya que desempeña una función esencial en el desarrollo, la evolución y la respuesta al tratamiento del cáncer. 
Se activa de forma temporal en casi todos los órganos y células, y su síntesis aumenta en respuesta a diversos tipos de estrés o condiciones adversas en el entorno celular como: la falta de nutrientes, la falta de oxígeno, daño al ADN, exposición a la radiación, etc. Además, se ha demostrado que la falta de aminoácidos también induce su producción.
La NUPR1 está implicada en procesos de apoptosis, la respuesta celular al estrés, la unión y reparación de ADN, pero principalmente actúa como un regulador transcripcional.

## Estructura molecular
NUPR1 es una proteína intrínsecamente desordenada altamente básica, monomérica, compuesta por 82 aminoácidos, con un peso molecular de 8kDa y  un punto isoeléctrico 9.98. No forma estructuras tridimensionales estables ni dominios bien definidos. Dicha característica provoca que la proteína sea altamente flexible y no se pliegue en una conformación específica. 
La proteína NUPR1 incluye una señal de localización nuclear (NLS) en dos partes, una región en el extremo N-terminal rica en Pro/Glu/Ser/Thr (llamada región PEST) y un motivo de hélice-bucle-hélice básica en el extremo C-terminal.
Al ser una IDP multifuncional interactúa con diferentes moléculas, como la DNA y otras IDPs (como por ejemplo la protimosina α).
NUPR1 forma complejos difusos con dos de sus ligandos naturales, las regions críticas en la proteína aislada o en los complejos no presentaron movimientos correlacionados con el resto de la cadena polipeptídica.

### Propiedades Bioquímicas
Las proteínas NUPR1 en mamíferos tienen ciertas características bioquímicas distintivas. Tienen un alto punto isoeléctrico (entre 9.6 y 10.4) y una composición de aminoácidos que incluye un 14% de aminoácidos ácidos, un 20-24% de aminoácidos básicos, un 14-17% de aminoácidos fosforilables (serina, treonina y tirosina), y un alto contenido de prolina (entre 6% y 9%) y glicina (entre 5% y 6%). Los residuos con carga negativa se encuentran en la región aminoterminal de la molécula, mientras que los residuos con carga positiva se concentran en la parte carboxil-terminal.
Es relevante destacar que la mayoría de los estudios in vitro sobre la proteína NUPR1 humana se han centrado en su isoforma más corta, llamada isoforma b.
A pesar de no mostrar una homología significativa con otras proteínas de función conocida, NUPR1 comparte ciertas propiedades bioquímicas con las proteínas de alta movilidad del grupo HMG, especialmente con la subfamilia HMG-I/Y. Aunque la secuencia general de NUPR1 es aproximadamente un 35% idéntica a la de HMG-I/Y humano, comparten similitudes en términos de masa molecular, punto isoeléctrico, hidrofilicidad, resistencia a la desnaturalización después del calentamiento y la distribución de carga a lo largo del polipéptido.

## Gen
El gen NUPR1 se ubica en el cromosoma 16, en su brazo corto p, concretamente en la banda 11 y la sub-banda 2; utilizando la sintaxis del locus, de manera resumida: 
16p11.2.

## Síntesis
La expresión del ARN mensajero de NUPR1 puede ser estimulada de manera rápida, intensa y transitoria en respuesta a varios factores o estresores que pueden ser tanto de origen externo como interno. 
En respuesta a agentes estresantes, las células activan diversas vías citoplasmáticas cuya naturaleza depende del tipo celular y la naturaleza del estrés, y que transmiten una señal al núcleo para modular la expresión génica. Al actuar sobre la respuesta genética, las vías asociadas al estrés determinarán si una célula vuelve a entrar en el ciclo celular, experimenta una detención en el ciclo celular o entra en apoptosis. Por lo tanto, NUPR1 regula la progresión del ciclo celular. Es presente en el núcleo y el citoplasma de las cèl·lulas. La ubicación celular de NUPR1 puede estar relacionada con condiciones patológicas.

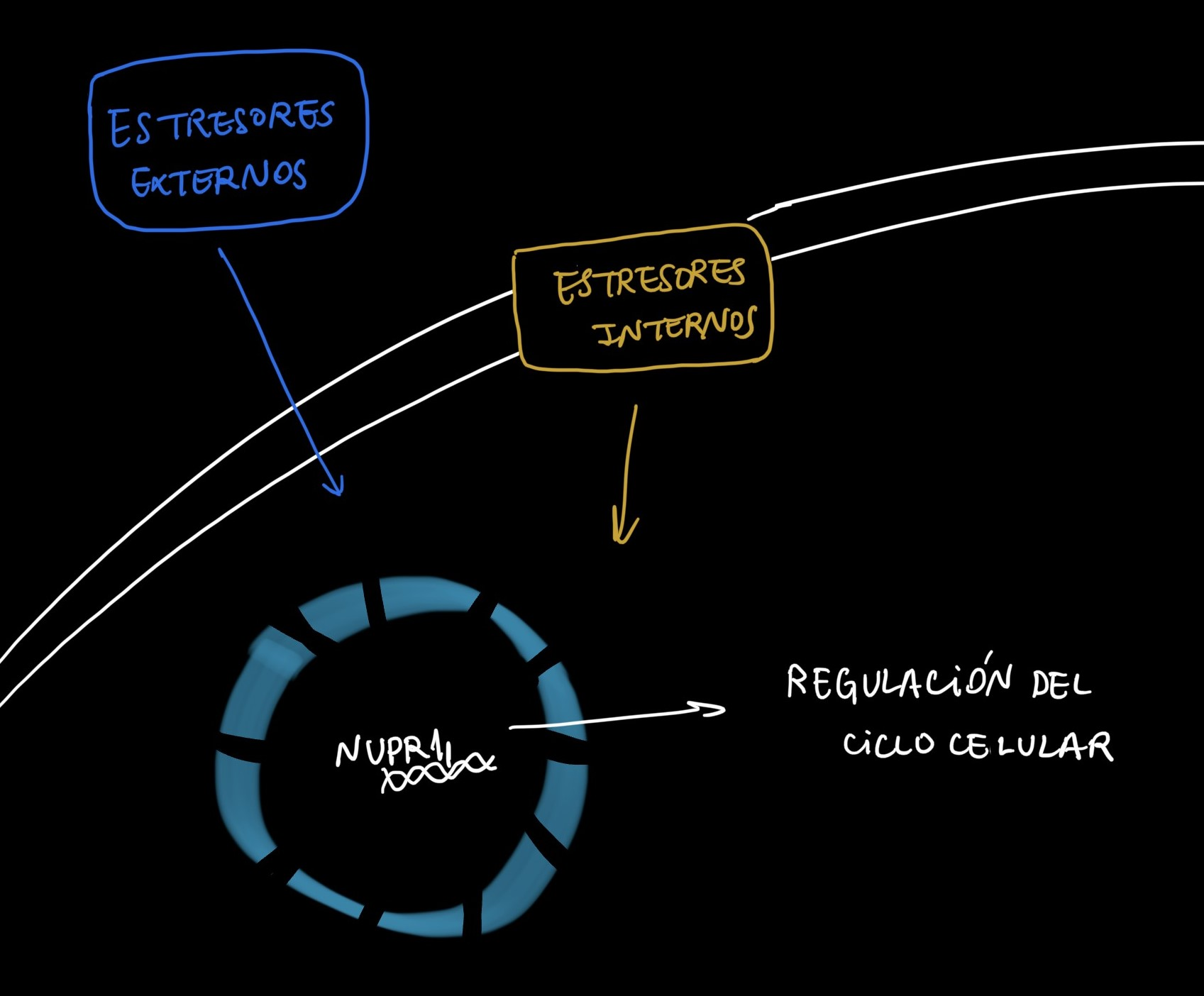
Esquema gráfico sobre los factores que inducen a la síntesis de la NUPR1.

Se ha identificado la presencia de la proteína en tumores papilares grandes, tumores con metástasis ganglionares y en el cáncer de pulmón no microcítico mediante tinciones citoplasmáticas. También se ha observado mediante tinción nuclear en los folículos normales de la glándula tiroides, en tumores foliculares y en los túbulos renales proximales de injertos renales humanos lesionados. En el cáncer de mama y el cáncer de páncreas, se identifica la expresión de NUPR1 tanto en el citoplasma como en el núcleo. 
NUPR1 puede ser activada por múltiples exposiciones ambientales y desempeña un papel importante en la carcinogénesis ambiental y la tumorigénesis. Los metales pesados, como el níquel (Ni), el cromo hexavalente [Cr(VI)] y el cadmio (Cd), son carcinógenos establecidos en los seres humanos. A nivel de agentes estresores internos: estrés metabólico (como por ejemplo hipoxia o hipoglicemia), estrés oxidativo o procesos de inflamación son algunos de los factores que inducen la síntesis de NUPR1.

## Funciones
NUPR1 tiene diversas funciones dependiendo de su localización en la célula, ya sea en el núcleo o en el citoplasma. 
Sin embargo, la mayoría de estas funciones que lleva a cabo están relacionadas con su asociación a todos los mecanismos de regulación antioxidantes de las células, pudiendo dar respuesta a los diferentes tipos de estrés celular, sobre todo el estrés del retículo endoplasmático y el metabolismo oxidativo mitocondrial que genera especies reactivas oxidativas (ROS), que la activan. Por lo tanto, juega un papel muy importante en el mantenimiento del metabolismo, crecimiento, proliferación y metástasis de las células tumorales en las que ésta se ve sobreexpresada.

### En el núcleo
Dentro del núcleo, gracias a su secuencia canónica se puede unir al ADN participando así en numerosos procesos de transcripción genética. Más concretamente, esta forma y estructura le permiten unirse a las regiones del ADN que codifican para genes involucrados en el proceso de autofagia celular, como por ejemplo GREB1, RAB31, CYP1B1, BECN1; actuando así como co-factor de transcripción junto con ESR1. 
También facilita el acceso a la maquinaria de transcripción celular, ya que participa y ayuda en el proceso de relajación y remodelado de la cromatina.
Además, cuando se producen daños en el ADN de la célula debidos a radiaciones ionizantes, es capaz de unirse a la proteína MSL1, participando en el proceso de reparación del material genético dañado, siendo esencial para la supervivencia de la célula.

### En el citoplasma

#### Apoptosis:
La actuación de NUPR1 durante la apoptosis celular depende bastante del tipo y estado celular en el que se encuentren las células en cuestión, de manera que puede actuar inhibiendo este proceso o activándolo.

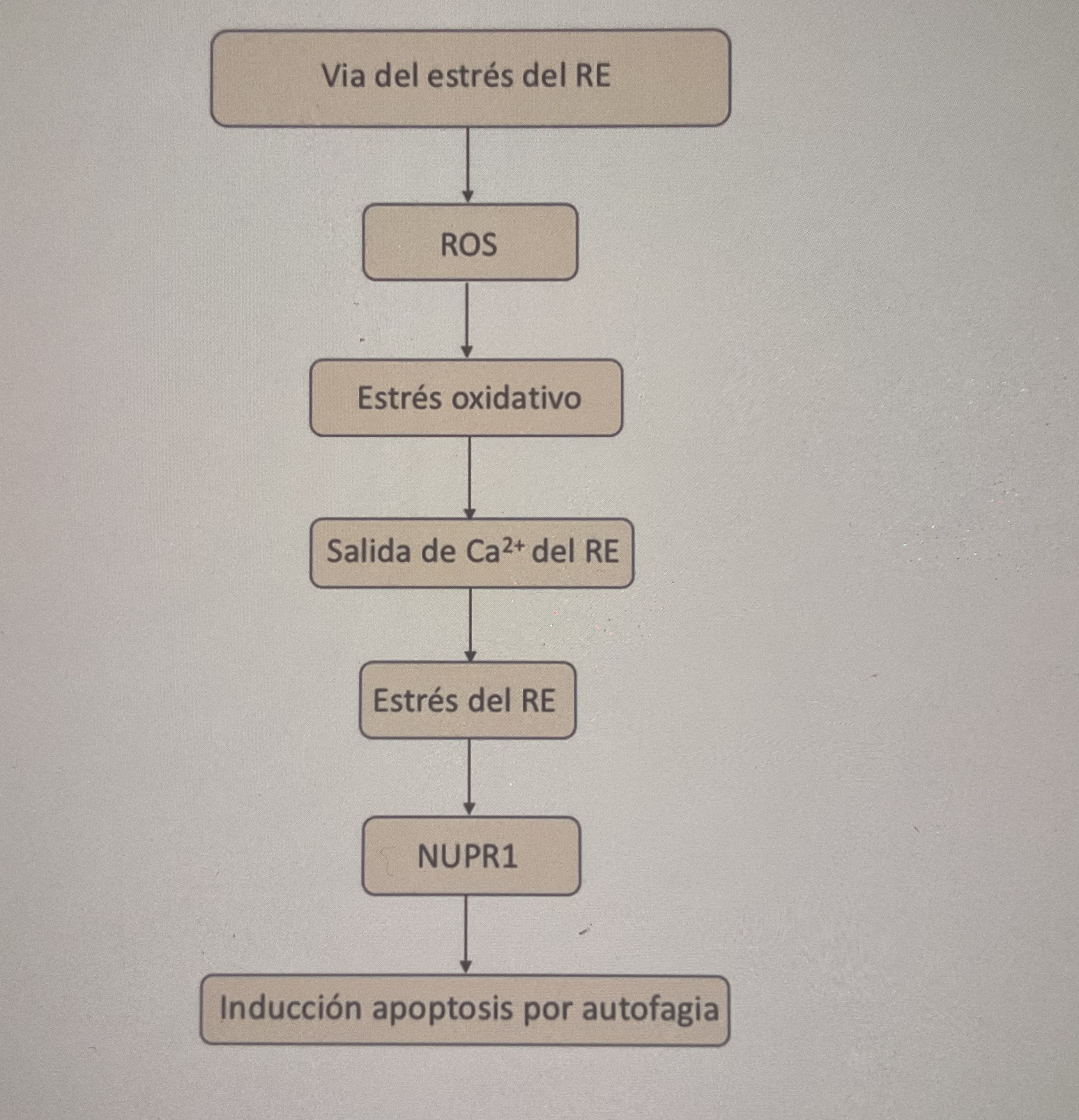
Vía de activación de la apoptosis a partir del estrés del RE

La presencia de ROS dentro de las células activa la salida de los iones de calcio (Ca2+) presentes en el retículo endoplasmático hacia el citoplasma, inactivando así a Calnexina y Calreticulina que funcionan grácias a éstos, y en consecuencia induciendo el estrés del retículo endoplasmático. NUPR1 se activa grácias a la quercetina, un flavonol que reduce la formación de radicales libres durante la oxidación celular, para dar respuesta a este estrés, activando el proceso de apoptosis mediante la autofagia.
Por otro lado, la inhibición de la expresión de NUPR1 provoca un augmento de la respuesta apoptótica dependiente de las mitocondrias, debido a la acumulación de hierro en el interior de las células el cual provoca una disfunción mitocondrial, induciendo el proceso apoptótico.
Por el contrario, en algunos procesos tumorales, la proteína NUPR1 se une a Protimosina-α, que es capaz de inhibir la formación del apoptosoma encargado de ejecutar el proceso de muerte celular programada, formando un complejo (NUPR1/Protimosina-α) que activa la caspasa 9, encargada de la mediación de la apoptosis. De esta manera, una sobreexpresión de estas dos proteínas y en consecuencia un exceso de la formación de este complejo en algunas células cancerosas, les confieren capacidad antiapoptótica.
Por último, también es capaz de interaccionar con FOXO3 induciendo su translocación citoplasmática, evitando que se asocie a BNIP3, promotor proautofágico, inhibiendo la apoptosis inducida por autofagia. 

#### Ferroptosis
Se ha descrito en varias ocasiones que NUPR1 es un antagonista o protector de la ferroptosis, un mecanismo de muerte celular programada dependiente de hierro y caracterizado por la acumulación de peróxidos y radicales libres.
El aumento de ROS dentro de la célula, activa la ferroptosis debido a la reacción de estas especies con el hierro intracelular, que genera un radical libre oxidativo mucho más reactivo y capaz de activar este proceso de apoptosis mediada por el hierro.   
Se ha visto que la proteína nuclear 1, se encuentra sobreexpresada en las células cancerígenas que sufren ferroptosis y se activa debido a la presencia de inductores de la ferroptosis como erastina, RSL3 o TBHP en casos de estrés oxidativo.   
Cuando NUPR1 se activa, es capaz de intervenir en la regulación de la hemooxigenasa 1, neutralizando las ROS, y por lo tanto, actuando como antioxidante y evitando la activación de la ferroptosis.
También puede regular la transcripción de los genes relacionados con la resistencia a la ferroptosis.
Además, puede regular el metabolismo del hierro intracelular, activando la transcripción de lipocalina 2 (LCN2), encargada del secuestro de hierro como función inmunológica, evitando así la reacción de los ROS con el hierro, y por lo tanto, evitando la activación de la ferroptosis, confiriéndole a las célula capacidad de supervivencia y resistencia a este proceso.
Finalmente, NUPR1 es capaz de reducir la disfunción mitocondrial y el aumento de especies ROS evitando así la activación de la ferroptosis. Durante el estrés oxidativo causado por las especies reactivas oxidativas, los lípidos de la membrana mitocondrial se ven afectados, provocando una disminución de la función de este orgánulo que desencadena una mayor producción de ROS y por lo tanto, la activación de la ferroptosis. Cuando esto sucede, NUPR1 es capaz de reducir el daño recibido en la membrana mitocondrial evitando su disfunción. 

#### Senescencia
En muchas ocasiones se ha descrito la importancia de NUPR1 en la senescencia celular, donde se ha visto que una inhibición de esta proteína induce a varios mecanismos de protección contra este proceso en células tumorales. 
Por ejemplo, su inhibición, disminuye la función del factor de transcripción 2 relacionado con RUNX2, una proteína sensible a la sobrecarga de hierro intracelular, lo que causa senescencia prematura. 
También se sabe que esta inhibición provoca una menor activación de KRAS, lo que implica una reducción de lesiones celulares gracias a una menor activación de genes implicados en la regulación de la transición de G1 a S en el ciclo mitótico de las células, haciendo que la célula no avance en su ciclo de reproducción y por lo tanto induciendo la senescencia. 
Además, se ha visto que la mayoría de células tumorales en las que NUPR1 se ve disminuida, presentan desequilibrios entre el flujo autofágico, que se ve aumentado debido a una sobreexpresión de citocinas promotoras de tumores como la interleucina-6 (IL-6) lo que comporta un aumento de la vacuolización citoplasmática, y el flujo autolisosomal que se ve disminuido provocando una acumulación de orgánulos dentro del citoplasma, lo que comporta una senescencia celular prematura. 

#### Metástasis:
NUPR1 es también conocida como Com1, del inglés Candidate of Metastasis 1, debido a que se observó que el gen que codifica para esta proteína estaba sobreexpresado en las células tumorales del cáncer de mama capaces de metastatizar, pero inhibida su expresión en las células incapaces de hacerlo. Este descubrimiento hizo que la proteína nuclear 1 se considerase una mediadora de la respuesta de las células cancerígenas para establecerse en órganos secundarios promoviendo la progresión tumoral y el desarrollo de la metástasis. 
La sobreexpresión de NUPR1 en células tumorales inhibe la expresión de CDC42 encargado de la polimerización de actina del citoesqueleto y responsable de procesos de migración, invasión y adhesión de las células a tejidos lejanos, promoviendo así el proceso de metástasis. 

## Patologías asociadas

### Fisiología de la afectación de NUPR1 en cáncer
La proteína nuclear 1 (NUPR1) promueve que las células cancerígenas puedan adaptarse al estrés metabólico en circunstancias de escasa glucosa e hipoxia. Debido a la proliferación inusual de las células cancerígenas y un mal funcionamiento de la vascularización, se genera una falta de nutrientes (glucosa y aminoácidos) y presencia de oxígeno en el microambiente donde se encuentra el tumor. Las mutaciones genéticas y epigenética de las células cancerígenas es lo que induce su supervivencia y propagación. Se ha observado la sobreexpresión de NUPR1 en diversos tejidos cancerosos.
La escasez de glucosa y oxígeno puede activar NUPR1. Esto deriva a que aumente la expresión de aurora quinasa A, que puede inhibir la muerte celular regulada por autofagia, además de que contribuye a que las células se adapten al estrés metabólico. NUPR1 también tiene respuesta a la privación de aminoácidos, donde se vio que la limitación de leucina promovía la expresión del ARNm de NUPR1.
La ferroptosis es una vía de muerte celular regulada por el hierro por peroxidación lipídica. Se ha verificado que la ferroptosis promueve la muerte de las células tumorales y se utiliza como un tipo de tratamiento tumoral competente. Sin embargo, recientemente experimentaron que NUPR1 era un inhibidor de la ferroptosis debido a que induce la expresión de lipocalina 2, que detiene el proceso de ferroptosis con la disminución de la acumulación de hierro y el daño oxidativo. Una alteración en la modulación de la expresión de NUPR1 podría ser un factor de riesgo de desarrollo de cáncer, debido a que inhibe la apoptosis de las células tumorales.

### Cáncer de mama
En células cancerígenas de la mama, se ha afirmado que NUPR1 forma un complejo p300 y p53 junto con el promotor p21, regulando positivamente la expresión de p21. Esto causa que las células cancerígenas puedan continuar el ciclo celular. Cabe destacar que, otro estudio de transcripciones de genes demostró que NUPR1 estaba en bajos niveles en tumores agresivos, y que los altos niveles de NUPR1 se asoció a una mayor supervivencia en el tiempo. Esto fue debido a que los niveles de NUPR1 son muy importantes para el receptor de estrógenos y los tumores con receptor estrógeno β, y que el 17-β-estradiol afecta en la ubicación celular de NUPR1 en las células cancerígenas. Con este factor consiguieron predecir el cáncer de mama en etapas tempranas.
Un descubrimiento demostró que NUPR1 está en altos niveles en las células cancerígenas de la mama, pero solo en las que tienen metástasis en los huesos y no en las del cerebro. Combinando este resultado con otro estudio se determinó que NUPR1 puede tener cierta relación con las actividades osteoclásticas del hueso. Posteriormente, se afirma de nuevo esta hipótesis donde descubren que NUPR1 es un factor determinante para el crecimiento de células mesenquimales de la médula ósea. 

### Cáncer de páncreas
NUPR1 junto al factor α inducible por hipoxia y la aurora quinasa A tienen un papel importante en la regulación de la respuesta de autofagia de las células del páncreas en estado de hipoxia y escasez de glucosa. La eliminación de NUPR1 causaría el mal funcionamiento de las mitocondrias, debido al estrés en el retículo endoplasmático, esto causaría la muerte celular.

### Cáncer de pulmón
En los tejidos cancerígenos del pulmón se observó unos altos niveles de NUPR1, donde los que tienen unos niveles elevados tenían una supervivencia más corta de 28 meses y los que tenía niveles inferiores era de 80 meses. En los tejidos de adenocarcinoma, carcinoma de células escamosas y de tipo mixto presentaban un mayor nivel de NUPR1. La supresión de NUPR1 se dio a cabo por el ARN pequeño de interferencia. Lo que supuso una menor formación de colonias y las células se volvieron más apoptóticas. 

### Cáncer de tiroides
El tejido normal tiroideo tiene un bajo nivel de NUPR1, pero en el cáncer de tiroide sus tejidos presentan altos niveles.Para destacar, las hormonas también influyen en la regulación de la expresión de NUPR1. La triyodotironina (T3) se une a la región 2066 a 1910 del promotor NUPR1, regulando positivamente la expresión de NUPR1. Causando una sobreexpresión que promovió aún más la angiogénesis, que puede acabar generando un carcinoma.

### Carcinoma hepatocelular (CHC)
El factor de crecimiento transformador β (TGFβ1) es capaz de aumentar la expresión de NUPR1 en la línea celular de carcinoma hepatocelular. En un estudio se vio que NUPR1 estaba en bajos niveles en los CHC no virales, como el CHC relacionado con el consumo del alcohol o con la enfermedad del hígado graso no alcohólico. Además, determinaron que NUPR1 era decisivo para la transcripción que lleva a genes defectuosos reguladoras de la mitocondria en el CHC. En esto se vincula la granulina, que es una proteína que desciende de NUPR1. La inhibición de NUPR1 lleva a la disminución de la invasión celular dependiente de la señalización del calcio.
NUPR1 también puede ser activada por la proteína de la hepatitis X (HBx), esto causa una disminución de la apoptosis e induce el mimetismo vasculogénico en el CHC. La supresión de NUPR1 dio lugar a CHC con menos movimientos y menor capacidad de invasión.

## Interacciones
NUPR1 interactúa con otros IDP (Intrinsically Disordered Proteins) como la protimosina α, así como con proteínas con estructura plegada, como la región C-terminal de RING1-B (C-RING1B) del complejo Polycomb, y enzimas como PADI4. En todas estas interacciones, se han identificado residuos cruciales en torno a Ala33 y Thr68 de NUPR1.

### Protimosina α
NUPR1 interactúa con la protimosina α (ProTα) formando un complejo heterodímero estable con una relación de uno a uno, es decir, estas proteínas se mantienen unidas y realizan su función de manera eficiente a lo largo del tiempo.
Además, en la unión, NUPR1 mantuvo su naturaleza desordenada adoptando una conformación similar a la de un gusano y conservando su flexibilidad estructural.

### RING1B
Esta interacción es destacada, ya que NUPR1, que es intrínsecamente desordenada, colabora con la proteína RING1B que tiene una estructura bien plegada. RING1 está asociada con características tumorales agresivas en múltiples tipos de cáncer.
La unión se produce a través de la región C-terminal de RING1B (C-RING1B) e implica una región específica en la secuencia de NUPR1, concretamente en la región 30, que contiene un parche de polipéptido hidrófobo, destacando la importancia de Ala33 en esta unión. Esta asociación también se confirma en células vivas y puede ser inhibida por la trifluoperazina, un fármaco conocido por interferir con las interacciones de NUPR1 con otras proteínas.
NUPR1 desempeña un papel activo en la remodelación de la cromatina y la carcinogénesis, colaborando con proteínas del complejo Polycomb.

### PADI4
A diferencia de otras proteínas conocidas que interactúan con la enzima PADI4 y que tienen una estructura bien plegada, NUPR1 es un ejemplo de proteína desordenada que se asocia con PADI4. 
La interacción entre NUPR1 y PADI4 se localiza principalmente en el núcleo celular.
El complejo NUPR1/PADI4 podría desempeñar un papel fundamental en la modulación de la reparación del ADN, promoviendo la propagación de metástasis o facilitando la citrulinación de otras proteínas.